# Koper (departamento)
Koper é um departamento ou comuna da província de Ioba no Burkina Faso. A sua capital é Koper.
Em 1 de julho de 2018 tinha uma população estimada em 19857 habitantes.